# Gerald Bull
Gerald Vincent Bull (Ontário, 9 de março de 1928 - Bruxelas, 22 de março de 1990) foi um engenheiro canadense que desenvolveu artilharia de longo alcance. Ele mudou-se de projeto para projeto em sua busca para viabilizar economicamente o lançamento de um satélite usando uma enorme peça de artilharia, para o que ele desenhou o Projeto Babilônia. Bull foi assassinado fora do seu apartamento em Bruxelas, na Bélgica. Especula-se diversas vezes os membros do Mossad, CIA, MI6, chilenos, iraquianos, iranianos, ou governo sul-africano estejam trás do assassinato.